# Seat Altea Prototipo
SEAT Altea Prototipo er en konceptbil fra SEAT, som blev vist på Frankfurt Motor Show i 2003. Konceptbilen gav en forsmag på den endelige udgave af SEAT Altea, som gik i produktion i 2004. 
Både konceptbilen og den endelige model er baseret på en dengang ny platform, som også blev brugt til bl.a. anden generation af Audi A3 og femte generation af Volkswagen Golf.
Altea var den første SEAT-model med en benzinmotor med direkte indsprøjtning. Det drejede sig om Volkswagens 16-ventilede 2,0 FSI med 150 hk, som allerede havde haft premiere i Audi A3 og Audi A4. Motoren kunne også fås i den endelige model sammen med en 8-ventilet benzinmotor på 1,6 liter med 102 hk, en 8-ventilet TDI-dieselmotor på 1,9 liter med 105 hk og en 16-ventilet TDI-dieselmotor på 2,0 liter med 140 hk.